# Вайнаку (Гаваї)
Вайнаку (англ. Wainaku) — переписна місцевість (CDP) в США, в окрузі Гаваї штату Гаваї. Населення — 1147 осіб (2020).

## Географія
Вайнаку розташований за координатами 19°44′40″ пн. ш. 155°5′54″ зх. д. / 19.74444° пн. ш. 155.09833° зх. д. (19.744515, -155.098403).  За даними Бюро перепису населення США в 2010 році переписна місцевість мала площу 3,80 км², з яких 3,42 км² — суходіл та 0,38 км² — водойми.

## Демографія
Згідно з переписом 2010 року, у переписній місцевості мешкали 1224 особи в 409 домогосподарствах у складі 304 родин. Густота населення становила 322 особи/км².  Було 439 помешкань (116/км²).
Расовий склад населення:
| - 41,6 % — азіатів - 25,1 % — білих - 6,9 % — вихідців з тихоокеанських островів - 0,2 % — корінних американців - 0,2 % — чорних або афроамериканців |

До двох чи більше рас належало 25,8 %. Частка іспаномовних становила 8,9 % від усіх жителів.
За віковим діапазоном населення розподілялося таким чином: 20,1 % — особи молодші 18 років, 59,6 % — особи у віці 18—64 років, 20,3 % — особи у віці 65 років та старші. Медіана віку мешканця становила 45,4 року. На 100 осіб жіночої статі у переписній місцевості припадало 107,1 чоловіків;  на 100 жінок у віці від 18 років та старших — 99,2 чоловіків також старших 18 років.
Середній дохід на одне домашнє господарство  становив 66 048 доларів США (медіана — 34 306), а середній дохід на одну сім'ю — 79 787 доларів (медіана — 62 727). Медіана доходів становила 41 667 доларів для чоловіків та 25 150 доларів для жінок. За межею бідності перебувало 19,3 % осіб, у тому числі 17,2 % дітей у віці до 18 років та 17,6 % осіб у віці 65 років та старших.
Цивільне працевлаштоване населення становило 592 особи. Основні галузі зайнятості: освіта, охорона здоров'я та соціальна допомога — 27,5 %, роздрібна торгівля — 14,2 %, публічна адміністрація — 11,0 %, мистецтво, розваги та відпочинок — 10,6 %.